# Vahid Hashemian
Vahid Hashemian Korbekandi (Teheran, 21 juli 1976) is een Iraans voormalig voetballer die als aanvaller speelde. Hij speelde onder meer voor  Hamburger SV, Bayern München, Hannover 96 en VfL Bochum. In 2005 won hij met Bayern München de DFB-Pokal en werd hij landskampioen. Hij wordt vaak de helikopter genoemd, omdat hij sterk is in luchtduels en lang in de lucht kan blijven hangen.
Hashemian speelde tussen 1998 en 2009 50 wedstrijden voor de Iraanse nationale ploeg, daarin kon hij vijftien doelpunten scoren. Hij maakte zijn debuut op 1 december 1998 tegen Kazachstan. Met Iran won hij in 1998 de Aziatische Spelen.

## Carrière
- 1993-1996: Fath Teheran (jeugd)
- 1996-1997: Fath Teheran
- 1997-1999: PAS Tehran FC
- 1999-2001: Hamburger SV
- 2001-2004: VfL Bochum
- 2004-2005: Bayern München
- 2005-2008: Hannover 96
- 2008-2010: VfL Bochum
- 2010-2012: Persepolis